# Alfred Stock
Alfred Stock, född 16 juli 1876 i Danzig, död 12 augusti 1946 i Aken (Elbe), var en tysk kemist.
Stock anställdes 1899 vid Henri Moissans laboratorium i Paris, blev 1909 professor i oorganisk kemi vid tekniska högskolan i Breslau, 1916 vetenskaplig medlem och 1921 föreståndare vid Kaiser Wilhelm-institutet i Dahlem (Berlin). Han utförde framstående experimentalundersökningar över grundämnena bor, kisel och fosfor samt författade bland annat Praktikum der quantitativen anorganischen Analyse (med Stähler 1909; tredje upplagan 1920) och Ultrastrukturchemie (1920).